# Deutsche Handelsstörer während der Weltkriege
Die Deutschen Handelsstörer während der Weltkriege waren zumeist Hilfskreuzer, also umgerüstete, bewaffnete Handelsschiffe oder Passagierdampfer für den Handelskrieg als Instrument der deutschen Seekriegsführung im Ersten Weltkrieg und Zweiten Weltkrieg. Jedoch wurden für den Kreuzerkrieg auch konventionelle Kreuzer eingesetzt.

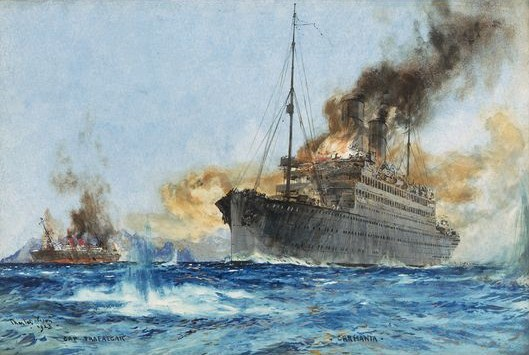
Hilfskreuzer Cap Trafalgar sinkt

## Allgemeines
Zweck des Hilfskreuzer-Konzepts war es, durch Umrüstung von Handelsschiffen der Flotte eines Landes schnell und ohne großen Materialaufwand weitere Kriegsschiffe zur Verfügung zu stellen. Dieser Umbau bestand meistens lediglich aus dem Einbau mehrerer Geschütze sowie der dazugehörigen Feuerleitanlage. Größere Veränderungen, wie das Anbringen von Panzerung oder die Umgestaltung der inneren Struktur eines Handelsschiffs mit großen Frachträumen zum Kriegsschiff mit kleinen Räumen zur Schadensbegrenzung, wurden praktisch nicht durchgeführt, da sie zu zeitaufwendig gewesen wären und letztlich im Ernstfall nur einen geringen Nutzen gehabt hätten. Einem echten Kriegsschiff waren Hilfskreuzer ohnehin jederzeit an Kampfkraft und bis auf wenige Ausnahmen auch an Geschwindigkeit weit unterlegen.
Aus den Einschränkungen des Hilfskreuzers ergab sich auch sein Einsatzbereich. Er wurde meistens zu Aufgaben eingesetzt, bei denen die Gefahr eines Kontaktes mit feindlichen Flottenkräften relativ gering war, die Aufgabe kein vollwertiges Kriegsschiff erforderte oder diese in nicht ausreichender Zahl zur Verfügung standen. Die genaue Art des Einsatzes hing von den Aufgaben und der Strategie der Seestreitkräfte des jeweiligen Landes ab.
Die deutschen Hilfskreuzer sollten in beiden Kriegen unerkannt die britische Blockade durchfahren und dann britische Handelsschiffe fernab vom Kriegsgebiet angreifen, damit die Royal Navy Schiffe aus dem Kriegsgebiet abziehen und zum Schutz ihrer Konvois einsetzen musste.
Im Ersten Weltkrieg nutzte man auch auf deutscher Seite zunächst, wie z. B. auch in Großbritannien, schnelle Passagierschiffe, erkannte dies aber wegen der schwierigen Versorgung in Übersee bald als ungünstig und wählte dann Frachtschiffe, die ausreichend Lagerraum für Vorräte hatten, oder Segelschiffe (zum Teil auch motorisierte), die keinen (oder nur geringen) Bedarf an Treibstoff hatten.
Die Bewaffnung der Hilfskreuzer bestand aus mehreren oft veralteten Geschützen verschiedener Kaliber und Torpedorohren. Mitgeführt wurden mitunter auch bis zu zwei Wasserflugzeuge mit Schwimmern zu Aufklärungszwecken, Minen und leichte Schnellboote, die zum Legen von Minen oder zum Abschuss von Torpedos vorgesehen waren.
Da die als Handelsstörer eingesetzten deutschen Hilfskreuzer feindliche Schiffe möglichst unerkannt kapern bzw. vernichten sollten, fuhren sie meist bis zum eigentlichen Angriff unter gegnerischer oder neutraler Flagge und führten verschiedene Materialien zur Tarnung mit. Das Aussehen der HSK konnte so völlig verändert werden. Die Waffensysteme waren zunächst mit Ausnahme der in Kriegszeiten verbreiteten Bewaffnung eines Handelsschiffs (in der Regel eine Kanone am Heck) verborgen und wurden erst bei Feindannäherung enttarnt. Da es für Hilfskreuzer wichtig war, nicht entdeckt zu werden, wurde dann das feindliche Handelsschiff aufgefordert, nicht zu funken. Funkte es doch, wurde es beschossen. Normalerweise wurde die gesamte Besatzung gefangen genommen und das Schiff versenkt. Bei besonders wertvollen Schiffen bzw. Ladungen wurde ein Prisenkommando an Bord geschickt, das versuchte, das gekaperte Schiff in einen eigenen Hafen zu bringen.

## Erster Weltkrieg

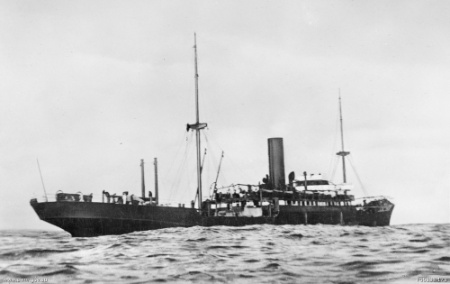
Hilfskreuzer Wolf

Um im Ersten Weltkrieg die englische Wirtschaft vom Nachschub abzuschneiden, wurde auf den U-Boot-Krieg, in den Überseegebieten jedoch vor allem auf den Kreuzerkrieg zurückgegriffen.
Anfangs wurden wie vorgesehen Kleine Kreuzer der Auslandsstationen für den Handelskrieg eingesetzt.
Der Einsatz deutscher Hilfskreuzer im Ersten Weltkrieg erfolgte dabei nach schon vorher festgelegten Plänen. Als Schiffe sollten, wie auch bei anderen Nationen, große Passagierdampfer dienen. Vorteilhaft waren die hohe Geschwindigkeit, gefordert wurden mindestens 18 kn, sowie der große Rumpf, der eine ruhige Geschützplattform bot. Bewaffnet waren die Schiffe relativ schwach (bis zu 6 × 10,5 cm SK L/40). Eine Umrüstung eines Passagierdampfers wurde bereits 1895 ausprobiert und konnte auch ohne Werft außereuropäisch erfolgen. Die im Ausland stationierten Kreuzer hatten zusätzliche Bewaffnung an Bord, um Hilfskreuzer damit auszurüsten.
Wie auch bei anderen Nationen erhielten Reedereien finanzielle Unterstützung, falls ihre Schiffe entsprechend vorbereitet wurden. Die Versorgung sollte durch das Etappensystem (Etappe = Versorgungszone) erfolgen. In neutralen Häfen mit diplomatischer Vertretung organisierte ein Marineoffizier (Etappenoffizier) mit Hilfe gecharterter Handelsschiffe die Versorgung der Kreuzer und Hilfskreuzer.
Im Jahre 1915 erkannte man, dass sich die großen Passagierdampfer unter den strategischen Randbedingungen Deutschlands nicht eigneten. Die Schiffe waren Kohlenfresser, und die Sorge um Kohlennachschub bestimmte weitgehend die Entscheidungen der Kommandanten. Das Etappensystem war zusammengebrochen, da es kaum noch wohlwollend neutrale Staaten gab, von deren Häfen man Versorgungsschiffe senden konnte. Außerdem hatten die Passagierdampfer charakteristische Merkmale, sodass sie sehr leicht identifiziert werden konnten. Für Großbritannien mit seiner anderen geostrategischen Aufstellung und einem anderen Einsatzprofil für Hilfskreuzer bewährten sich Passagierdampfer durchaus, vor allem beim Überwachungsdienst.
Eine Denkschrift des Oberleutnants z.S. d.R. Wolff sowie die Erfolge von SMS Meteor hatte ein Umdenken der Marineführung zur Folge. Es wurden nunmehr unauffällige Frachtschiffe eingesetzt mit starker Bewaffnung (bis zu 7 × 15 cm S.K. L/40 sowie Torpedos) in verdeckter Aufstellung. Tarnen und Täuschen durch Veränderungen an der Silhouette und Farbgebung wurden wichtige Bestandteile der Kriegsführung durch Hilfskreuzer.
Eine weitere Aufgabe – neben der Störung der gegnerischen Schifffahrt – war das Auslegen von Seeminen vor feindlichen Häfen und Flottenstützpunkten nach einem vorher festgelegten Plan. Hierzu war z. B. der Hilfskreuzer SMS Wolf bei seinem Auslaufen mit 600 Minen ausgerüstet.

### Liste der Kleinen Kreuzer
| Bezeichnung                       | Einsatzzeitraum                     | Beschreibung |
| --------------------------------- | ----------------------------------- | --- |
| Dresden                           | 1. August 1914 bis 14. März 1915    | 4 Handelsschiffe (12.960 BRT) versenkt; in der Cumberlandbucht der Robinson-Crusoe-Insel vor San Juan Bautista selbst versenkt.                                               |
| Emden                             | 1. August 1914 bis 9. November 1914 | 16 Handelsschiffe (70.825 BRT) und 2 Kriegsschiffe (3.491 ts) versenkt oder aufgebracht; unterlag in einem Gefecht mit dem australischen Kreuzer Sydney nahe den Kokosinseln. |
| Karlsruhe                         | 1. August 1914 bis 4. November 1914 | 16 Handelsschiffe (72.225 BRT) versenkt oder aufgebracht; durch innere Explosion gesunken.                                                                                    |
| Königsberg                        | 1. August 1914 bis 11. Juli 1915    | 1 Handelsschiff (6.601 BRT) und 1 Kriegsschiff (2.135 ts) versenkt; nach Blockierung im Delta des Flusses Rufiji selbstversenkt.                                              |
| Leipzig                           | 1. August 1914 bis 8. Dezember 1914 | 4 Handelsschiffe (15.279 BRT) versenkt oder aufgebracht; beim Seegefecht bei den Falklandinseln versenkt.                                                                     |
| Geier (seit Mai 1914 Kanonenboot) | 1. August 1914 bis 8. November 1914 | 1 Handelsschiff (3.586 BRT) aufgebracht und beschädigt; in Honolulu auf Hawaii interniert und 1917 von den Vereinigten Staaten beschlagnahmt.                                 |

### Liste der Hilfskreuzer
| Bezeichnung                    | Datum              | Beschreibung |
| ------------------------------ | ------------------ | --- |
| Kaiser Wilhelm der Große       | 2. August 1914     | Passagierdampfer; 3 Handelsschiffe versenkt; nach nur 24 Seetagen nach Kampf mit dem Kreuzer Highflyer selbst versenkt. |
| Victoria Luise ex Deutschland  | 3. August 1914     | 1900 Blaues Band, für den Ersten Weltkrieg in einen Hilfskreuzer umgebaut, wegen unzureichender Antriebsanlage jedoch nicht eingesetzt. Wegen des schlechten Zustands des Schiffes im Jahr 1919 wurde es nicht von den Siegermächten des Ersten Weltkriegs beansprucht und war damit der einzige verbleibende große Dampfer unter deutscher Flagge. |
| SMS Prinz Eitel Friedrich      | 5. August 1914     | Passagierdampfer; außerhalb Deutschlands ausgerüstet; 11 Handelsschiffe versenkt; nach 217 Seetagen und Wasser- und Kohlemangel am 9. April 1915 in Newport News (USA) interniert und 1917 von den USA bei ihrem Kriegseintritt beschlagnahmt. |
| SMS Kronprinz Wilhelm          | 6. August 1914     | Passagierdampfer; außerhalb Deutschlands ausgerüstet; 14 Handelsschiffe versenkt; nach 251 Seetagen in den USA interniert. |
| Cormoran ex Rjäsan             | 7. August 1914     | Handelsschiff, war vom Kleinen Kreuzer Emden aufgebracht worden; außerhalb Deutschlands ausgerüstet; keine Erfolge; nach 123 Seetagen aufgrund von Kohlenmangel in Guam/USA interniert. April 1917 von der Besatzung bei der Beschlagnahme durch die USA gesprengt.                                                                                 |
| Cap Trafalgar                  | 31. August 1914    | Passagierdampfer; außerhalb Deutschlands ausgerüstet; keine Erfolge; nach 14 Seetagen am 14. September 1914 durch britischen Hilfskreuzer Carmania versenkt. |
| Berlin                         | 18. September 1914 | Passagierdampfer; als Minenleger eingesetzt; Schlachtschiff Audacious und 1 Handelsschiff auf Minensperre gesunken; nach 33 Seetagen in Norwegen interniert. |
| Vineta ex Cap Polonio          | 8. Februar 1915    | Passagierdampfer; nach Umbau zum Hilfskreuzer statt 17 Knoten nur 16,9 Knoten erreicht und wegen zu komplexer Antriebsanlage (2 Dreifachexpansionsmaschinen und 1 Abdampfturbine auf 3 Propeller) kein Einsatz. |
| Meteor ex Vienna               | 6. Mai 1915        | Handelsschiff; als Minenleger und Hilfskreuzer eingesetzt; 2 Unternehmen; 1 Hilfskreuzer und 1 Handelsschiff versenkt; nach Entdeckung durch britische Schiffe selbst versenkt. |
| Möve ex Pungo                  | 1. November 1915   | Trat auch als Vineta auf; Handelsschiff; als Minenleger und Hilfskreuzer eingesetzt; 2 Unternehmen als Möve; 42 Handelsschiffe versenkt; nach insgesamt 186 Seetagen zurück. |
| Wolf ex Belgravia              | 14. Januar 1916    | Handelsschiff; beim Auslaufen auf Sandbank geraten, wegen Beschädigung kein Einsatz. |
| Greif ex Guben                 | 23. Januar 1916    | Handelsschiff; 1 Hilfskreuzer versenkt; beim Auslaufen von 2 britischen Hilfskreuzern und einem Kleinen Kreuzer versenkt. |
| Wolf ex Wachtfels              | 16. Mai 1916       | Handelsschiff; Minenleger u. Hilfskreuzer; 27 Handelsschiffe versenkt; nach 444 Seetagen zurück; war mit einem Seeflugzeug ausgerüstet. |
| Seeadler ex Pass of Balmaha    | 2. Dezember 1916   | Segelschiff mit starkem Hilfsmotor; war von U 36 aufgebracht worden; 15 Handelsschiffe versenkt; nach 253 Seetagen gestrandet. |
| Geier ex Saint Theodore        | 14. Dezember 1916  | Handelsschiff; war von der Möve aufgebracht und ausgerüstet worden; 2 Handelsschiffe versenkt; nach 33 Seetagen mit unbrauchbarer Maschinenanlage selbst versenkt. |
| Leopard ex Yarrowdale          | 19. Januar 1917    | Handelsschiff; war von der Möve aufgebracht worden; keine Erfolge; beim Auslaufen durch zwei britische Kriegsschiffe versenkt. |
| Iltis ex Turritella, Gutenfels | 27. Februar 1917   | Handelsschiff; war von der Wolf aufgebracht und ausgerüstet worden; keine Erfolge; nach 6 Seetagen durch britisches Kriegsschiff entdeckt, selbst versenkt. |
| Triumph                        | 20. August 1918    | Fischtrawler; war von U 156 aufgebracht und ausgerüstet worden; versenkte offenbar acht britische bzw. kanadische Fischdampfer; nach 5 Seetagen durch deutsche Prisenbesatzung selbst versenkt. |

Die deutschen Hilfskreuzer im Ersten Weltkrieg waren Teil einer Marine, deren eine Hauptaufgabe, für die sie nicht gebaut war, die Unterbrechung der Warenströme nach England geworden war. Als Teil dieser Marine taten die Hilfskreuzer dies effektiv:
- die 12 aktiven Hilfskreuzer vernichteten insgesamt 316.226 BRT,[3]
- die 8 Panzerkreuzer und Kleinen Kreuzer 181.660 BRT[3] und
- die 351 U-Boote 7.759.090 BRT Handelstonnage.[4]

Rechnet man die Zahlen auf jeweils eine Einheit um, so wurden
- je Hilfskreuzer 26.352 BRT,
- je Kreuzer 22.707 BRT und
- je U-Boot 22.105 BRT

Handelstonnage vernichtet.

## Zweiter Weltkrieg

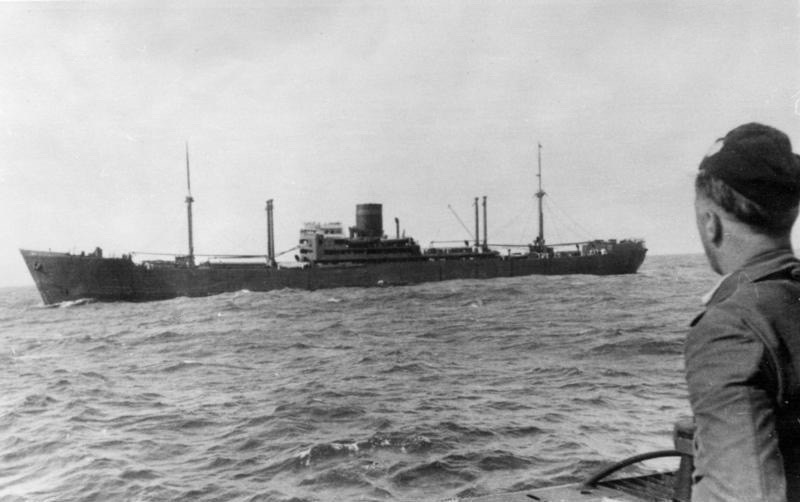
Hilfskreuzer Kormoran

In der ersten Hälfte des Zweiten Weltkrieges wurden neben Unterseebooten auch Schwere Kreuzer für den Handelskrieg eingesetzt. Diese konnten neben einigen Erfolgen auch große Bekanntheit wie die Admiral Graf Spee erzielen. Nach Beginn des Krieges begann man, wie bereits im Ersten Weltkrieg, Hilfskreuzer auszurüsten.
Die im Zweiten Weltkrieg von der deutschen Kriegsmarine eingesetzten Hilfskreuzer wurden als Handelsschutzkreuzer, später als Handelsstörkreuzer (HSK) bezeichnet und in Schwere Hilfskreuzer (ab 7.000 BRT) und Leichte Hilfskreuzer (max. 5.000 BRT) eingeteilt. Es wurden im Zweiten Weltkrieg auf deutscher Seite ausnahmslos ehemalige Schnell- oder Kühlfrachter mit leistungsfähigem Dampfturbinen- oder Dieselantrieb verwendet. Sie waren mit sechs Geschützen Kaliber 15 cm, leichterer Artillerie (2 Kanonen bis 10,5 cm), einigen Flugabwehrkanonen und bis zu sechs Torpedoausstoßrohren bewaffnet. Durch die im Ersten Weltkrieg gemachten Erfahrungen und den unverändert gebliebenen strategischen Randbedingungen Deutschlands, sah man von Anfang an ab, Passagierschiffe für den Handelskrieg auszurüsten.
Den insgesamt zehn ausgerüsteten Hilfskreuzern gelang es in den 43 Monaten ihres Wirkens 133 Schiffe mit einer Gesamttonnage von 829.644 Tonnen zu versenken – fast doppelt so viel wie die von konventionellen deutschen Kriegsschiffen versenkte Tonnage. Trotzdem war ihre strategische Bedeutung nicht groß, weil sie zum einen nur Jagd auf einzelne Schiffe und nicht auf die Konvois machten, und zum anderen, weil sie keinesfalls eine Bedrohung der britischen Seeherrschaft darstellten. Darüber hinaus erzielten sie ihre größten Erfolge in den Jahren 1940–1941, als die Royal Navy am stärksten bedrängt war.
Schon lange vor Kriegsausbruch hatte die deutsche Marineleitung Vorbereitungen getroffen, um diese getarnten Kriegsschiffe ebenso wie die größeren Kriegsschiffe durch Versorgungsschiffe an einer Reihe von geheimen Treffpunkten auf See mit Treibstoff und Munition zu versorgen. Schon Anfang 1940 gelang dem ersten dieser getarnten Kriegsschiffe der Durchbruch. Die meisten nahmen Kurs auf den Südatlantik und den Indischen Ozean, wo sie Handelsschiffen unter geringerer Gefährdung durch feindliche Kriegsschiffe auflauern konnten. Einzelne Schiffe wie die Atlantis und die Pinguin erzielten große Erfolge. Sie kaperten oder versenkten eine Reihe von Handelsschiffen. Die Thor versenkte sogar einen britischen Hilfskreuzer und setzte zwei weitere außer Gefecht. Die Kormoran versenkte den australischen Leichten Kreuzer HMAS Sydney. Allerdings musste die Besatzung der Kormoran ihr brennendes Schiff ebenfalls aufgeben.
Mit der Zunahme der alliierten Luft- und Seemacht, der immer dichter werdenden Blockade, Fortschritten in der Luftaufklärung und Schiffidentifizierung (die Alliierten führten einen speziellen Code für ihre Handelsschiffe ein) und angesichts der Tatsache, dass Deutschland weniger Hilfskreuzer zum Einsatz brachte, begann diese Kampagne sich zu erschöpfen. Gegen Ende 1943 war nur noch der Hilfskreuzer Michel auf See, der wenig später im Pazifik von einem US-amerikanischen U-Boot versenkt wurde.
Eine Reihe der getarnten Schiffe schaffte die Rückkehr, aber die Mehrzahl ging verloren: die Atlantis durch den britischen Kreuzer Devonshire, die Kormoran durch Selbstversenkung nach Versenkung des australischen Leichten Kreuzers Sydney (der einzige bekannte Fall, in dem ein Hilfskreuzer ein Kriegsschiff versenkt hat), die Komet durch ein britisches Motortorpedoboot. Die Thor sank am 30. November 1942 im Hafen von Yokohama nach einer Explosion auf der daneben vertäuten Uckermark (ex Altmark). Die Pinguin sank am 8. Mai 1941 im Seegebiet vor Italienisch-Somaliland durch einen Salventreffer des britischen Schweren Kreuzers Cornwall ins Minenlager.

### Liste der Schweren Kreuzer
| Bezeichnung       | Schiffsklasse         | Im Handelskrieg versenkt/aufgebracht | Bemerkungen |
| ----------------- | --------------------- | ------------------------------------ | --- |
| Deutschland       | Deutschland-Klasse    | 2 / 6.962 BRT                        | Ein Einsatz im Handelskrieg                                                                                                   |
| Admiral Scheer    | Deutschland-Klasse    | 17 / 113.000 BRT +                   | |
| Admiral Graf Spee | Deutschland-Klasse    | 9 / 50.089 BRT                       | Ein Einsatz im Handelskrieg, am 17. Dezember 1939 von der eigenen Besatzung im Río de la Plata vor Montevideo selbst versenkt |
| Admiral Hipper    | Admiral-Hipper-Klasse | 9 / 33.236 BRT +                     | |
| Blücher           | Admiral-Hipper-Klasse | kein Einsatz                         | Kein Einsatz im Handelskrieg, beim ersten Kampfeinsatz bei der Invasion Norwegens gesunken                                    |
| Prinz Eugen       | Admiral-Hipper-Klasse | 0 / 0 BRT                            | Ein Einsatz im Handelskrieg, wegen Maschinenschäden abgebrochen                                                               |
| Seydlitz          | Admiral-Hipper-Klasse | kein Einsatz                         | Nicht fertiggestellt, Umbau zum Flugzeugträger begonnen                                                                       |
| Lützow            | Admiral-Hipper-Klasse | kein Einsatz                         | Halb fertig 1940 an die Sowjetunion verkauft                                                                                  |

### Liste der Hilfskreuzer
| Schiffsname | HSK -Nummer | Klassifizierung       | Kriegsmarine -Code | Royal Navy -Code | Kommandant(en)                                           | Einsatz                                 | Seetage               | versenkt oder aufgebracht       |
| ----------- | ----------- | --------------------- | ------------------ | ---------------- | -------------------------------------------------------- | --------------------------------------- | --------------------- | ------------------------------- |
| Orion       | HSK 1       | Schwerer Hilfskreuzer | Schiff 36          | Raider A         | KK/FK Kurt Weyher                                        | 06.04.40 – 23.08.41                     | 511                   | 10 / 62.915 BRT +               |
| Atlantis    | HSK 2       | Schwerer Hilfskreuzer | Schiff 16          | Raider C         | K.z.S. Bernhard Rogge                                    | 31.03.40 – 22.11.41                     | 622                   | 22/145.960 BRT                  |
| Widder      | HSK 3       | Schwerer Hilfskreuzer | Schiff 21          | Raider D         | KK Hellmuth von Ruckteschell                             | 12.05.40 – 31.10.40                     | 180                   | 10 / 58.644 BRT                 |
| Thor        | HSK 4       | Leichter Hilfskreuzer | Schiff 10          | Raider E         | K.z.S. Otto Kähler K.z.S. Günther Gumprich               | 06.06.40 – 30.04.41 12.01.42 – 10.10.42 | 329 321               | 12 / 96.603 BRT 10 / 52.037 BRT |
| Pinguin     | HSK 5       | Schwerer Hilfskreuzer | Schiff 33          | Raider F         | K.z.S. Ernst-Felix Krüder                                | 15.06.40 – 08.05.41                     | 327                   | 28/136.642 BRT                  |
| Stier       | HSK 6       | Leichter Hilfskreuzer | Schiff 23          | Raider I         | K.z.S. Horst Gerlach                                     | 19.05.42 – 27.09.42                     | 131                   | 4 / 30.728 BRT                  |
| Komet       | HSK 7       | Leichter Hilfskreuzer | Schiff 45          | Raider B         | K.z.S./KA Robert Eyssen                                  | 03.07.40 – 30.11.41                     | 516                   | 7 / 43.162 BRT +                |
| Kormoran    | HSK 8       | Schwerer Hilfskreuzer | Schiff 41          | Raider G         | FK Theodor Detmers                                       | 03.12.40 – 19.11.41                     | 352                   | 10 / 68.274 BRT, 1 Kreuzer      |
| Michel      | HSK 9       | Leichter Hilfskreuzer | Schiff 28          | Raider H         | K.z.S. Hellmuth von Ruckteschell K.z.S. Günther Gumprich | 20.03.42 – 02.03.43 01.05.43 – 17.10.43 | 358 170               | 14 / 99.386 BRT 3 / 27.632 BRT  |
| Coronel     | HSK 10      | Hilfskreuzer          | Schiff 14          | Raider K         | K.z.S. Ernst-Ludwig Thienemann                           | kein Einsatz                            |                       |                                 |
| Hansa       | HSK 11      | Schwerer Hilfskreuzer | Schiff 5           | −                | K.z.S. Horst Gerlach                                     | kein Einsatz                            | gemeinsam Orion/Komet | 2 / 21.125 BRT                  |

Anmerkungen:
- Coronel (HSK 10) war nur kurz Handelsstörkreuzer. Auf dem Marsch nach Südfrankreich hatte sie im Ärmelkanal zwei Grundberührungen; ein Bombentreffer Anfang Februar 1943 in Frankreich führte endgültig zum Abbruch der Operation.
- Hansa (HSK 11) kam gar nicht mehr zu einem eigentlichen Einsatz und wurde als Kadettenausbildungsschiff eingesetzt.
- Die beiden Motorschiffe Neidenfels und Moltkefels mussten als HSK-Umbauten gestrichen werden, da es Anfang 1940 Engpässe in den Werften gab.

## Trivia
- Die SMS Seeadler war das einzige Segelschiff unter den deutschen Hilfskreuzern.
- Bei der Versenkung des britischen Truppentransporter Britannia durch die Thor berichteten elf Überlebende, die sich nach dem Untergang des Schiffes an ein kleines Rettungsfloß geklammert hatten, übereinstimmend, einer von ihnen sei von einem großen Kopffüßer (Riesenkalmar) in die Tiefe gezogen worden.[6]
- Der einzige bekannte Erfolg eines Hilfskreuzers gegen ein reguläres Kriegsschiff war das Gefecht zwischen der Kormoran und der HMAS Sydney.
- Die Thor gehörte zwar nur zu den Leichten Hilfskreuzern, besiegte aber drei größere und stärkere britische Hilfskreuzer.[7]
- Mit insgesamt 622 Tage war die Kaperfahrt der Atlantis die längste Einsatzfahrt eines Kreuzers in beiden Weltkriegen.
- Nach Einschätzung des Zahnarztes und Ernährungswissenschaftlers Carl Röse musste die SMS Kronprinz Wilhelm aufgrund der „wahrhaft schlemmerhaften“ und unausgewogenen Ernährung der Besatzung die Fahne streichen und sich in den USA internieren lassen.[8]